# Remo Freuler
Remo Marco Freuler (sinh ngày 15 tháng 4 năm 1992) là một cầu thủ bóng đá chuyên nghiệp người Thụy Sĩ hiện đang thi đấu ở vị trí tiền vệ cho câu lạc bộ Serie A Bologna và đội tuyển bóng đá quốc gia Thụy Sĩ.

## Thống kê sự nghiệp

### Câu lạc bộ
Tính đến ngày 20 tháng 5 năm 2024
| Câu lạc bộ          | Mùa giải            | Giải đấu               | Giải đấu | Giải đấu | Cúp quốc gia | Cúp quốc gia | Cúp liên đoàn | Cúp liên đoàn | Châu Âu | Châu Âu | Tổng cộng | Tổng cộng |
| Câu lạc bộ          | Mùa giải            | Hạng                   | Trận     | Bàn      | Trận         | Bàn          | Trận          | Bàn           | Trận    | Bàn     | Trận      | Bàn       |
| ------------------- | ------------------- | ---------------------- | -------- | -------- | ------------ | ------------ | ------------- | ------------- | ------- | ------- | --------- | --------- |
| Winterthur U21      | 2008–09             | Swiss 1. Liga          | 1        | 0        | —            | —            | —             | —             | —       | —       | 1         | 0         |
| Winterthur U21      | 2009–10             | Swiss 1. Liga          | 9        | 2        | —            | —            | —             | —             | —       | —       | 9         | 2         |
| Winterthur U21      | Tổng cộng           | Tổng cộng              | 10       | 2        | —            | —            | —             | —             | —       | —       | 10        | 2         |
| Winterthur          | 2009–10             | Swiss Challenge League | 2        | 0        | 0            | 0            | —             | —             | —       | —       | 2         | 0         |
| Grasshoppers U21    | 2010–11             | Swiss 1. Liga          | 19       | 7        | —            | —            | —             | —             | —       | —       | 19        | 7         |
| Grasshoppers U21    | 2011–12             | Swiss 1. Liga          | 5        | 1        | —            | —            | —             | —             | —       | —       | 5         | 1         |
| Grasshoppers U21    | Tổng cộng           | Tổng cộng              | 24       | 8        | —            | —            | —             | —             | —       | —       | 24        | 8         |
| Grasshoppers        | 2010–11             | Swiss Super League     | 5        | 1        | 2            | 1            | —             | —             | 0       | 0       | 7         | 2         |
| Grasshoppers        | 2011–12             | Swiss Super League     | 7        | 0        | 2            | 1            | —             | —             | —       | —       | 9         | 1         |
| Grasshoppers        | Tổng cộng           | Tổng cộng              | 12       | 1        | 4            | 2            | —             | —             | 0       | 0       | 16        | 3         |
| Winterthur          | 2011–12             | Swiss Challenge League | 14       | 2        | 1            | 0            | —             | —             | —       | —       | 15        | 2         |
| Winterthur          | 2012–13             | Swiss Challenge League | 35       | 3        | 2            | 1            | —             | —             | —       | —       | 37        | 4         |
| Winterthur          | 2013–14             | Swiss Challenge League | 21       | 3        | 1            | 0            | —             | —             | —       | —       | 22        | 3         |
| Winterthur          | Tổng cộng           | Tổng cộng              | 72       | 8        | 4            | 1            | —             | —             | —       | —       | 76        | 9         |
| Winterthur U21      | 2013–14             | Swiss 1. Liga          | 1        | 1        | —            | —            | —             | —             | —       | —       | 1         | 1         |
| Luzern              | 2013–14             | Swiss Super League     | 12       | 1        | 1            | 0            | —             | —             | —       | —       | 13        | 1         |
| Luzern              | 2014–15             | Swiss Super League     | 33       | 7        | 3            | 0            | —             | —             | 2       | 0       | 38        | 7         |
| Luzern              | 2015–16             | Swiss Super League     | 18       | 1        | 4            | 0            | —             | —             | —       | —       | 22        | 1         |
| Luzern              | Tổng cộng           | Tổng cộng              | 63       | 9        | 8            | 0            | —             | —             | 2       | 0       | 73        | 9         |
| Atalanta            | 2015–16             | Serie A                | 6        | 1        | 0            | 0            | —             | —             | —       | —       | 6         | 1         |
| Atalanta            | 2016–17             | Serie A                | 33       | 5        | 2            | 0            | —             | —             | —       | —       | 35        | 5         |
| Atalanta            | 2017–18             | Serie A                | 35       | 5        | 3            | 0            | —             | —             | 8       | 1       | 46        | 6         |
| Atalanta            | 2018–19             | Serie A                | 35       | 2        | 4            | 0            | —             | —             | 5       | 0       | 44        | 2         |
| Atalanta            | 2019–20             | Serie A                | 31       | 2        | 1            | 0            | —             | —             | 8       | 1       | 40        | 3         |
| Atalanta            | 2020–21             | Serie A                | 34       | 2        | 5            | 0            | —             | —             | 7       | 0       | 46        | 2         |
| Atalanta            | 2021–22             | Serie A                | 29       | 1        | 2            | 0            | —             | —             | 12      | 1       | 43        | 2         |
| Atalanta            | Tổng cộng           | Tổng cộng              | 203      | 18       | 17           | 0            | —             | —             | 40      | 3       | 260       | 21        |
| Nottingham Forest   | 2022–23             | Premier League         | 28       | 0        | 0            | 0            | 5             | 0             | —       | —       | 33        | 0         |
| Bologna (mượn)      | 2023–24             | Serie A                | 32       | 1        | 2            | 0            | —             | —             | —       | —       | 34        | 1         |
| Tổng cộng sự nghiệp | Tổng cộng sự nghiệp | Tổng cộng sự nghiệp    | 445      | 48       | 35           | 3            | 5             | 0             | 42      | 3       | 527       | 54        |

### Quốc tế
Tính đến ngày 6 tháng 7 năm 2024
| Đội tuyển quốc gia | Năm       | Trận | Bàn |
| ------------------ | --------- | ---- | --- |
| Thụy Sĩ            | 2017      | 7    | 0   |
| Thụy Sĩ            | 2018      | 7    | 0   |
| Thụy Sĩ            | 2019      | 7    | 1   |
| Thụy Sĩ            | 2020      | 4    | 2   |
| Thụy Sĩ            | 2021      | 15   | 1   |
| Thụy Sĩ            | 2022      | 13   | 2   |
| Thụy Sĩ            | 2023      | 10   | 2   |
| Thụy Sĩ            | 2024      | 9    | 1   |
| Tổng cộng          | Tổng cộng | 72   | 9   |

Bàn thắng và kết quả của Thụy Sĩ được để trước.
| # | Ngày                 | Địa điểm                                         | Đối thủ      | Bàn thắng | Kết quả | Giải đấu                      |
| - | -------------------- | ------------------------------------------------ | ------------ | --------- | ------- | ----------------------------- |
| 1 | 26 tháng 3 năm 2019  | St. Jakob-Park, Basel, Thụy Sĩ                   | Đan Mạch     | 1–0       | 3–3     | Vòng loại UEFA Euro 2020      |
| 2 | 13 tháng 10 năm 2020 | RheinEnergieStadion, Cologne, Đức                | Đức          | 2–0       | 3–3     | UEFA Nations League 2020–21   |
| 3 | 14 tháng 11 năm 2020 | St. Jakob-Park, Basel, Thụy Sĩ                   | Tây Ban Nha  | 1–0       | 1–1     | UEFA Nations League 2020–21   |
| 4 | 15 tháng 11 năm 2021 | Swissporarena, Lucerne, Thụy Sĩ                  | Bulgaria     | 4–0       | 4–0     | Vòng loại FIFA World Cup 2022 |
| 5 | 27 tháng 9 năm 2022  | Kybunpark, St. Gallen, Thụy Sĩ                   | Cộng hòa Séc | 1–0       | 2–1     | UEFA Nations League 2022–23   |
| 6 | 2 tháng 12 năm 2022  | Sân vận động 974, Doha, Qatar                    | Serbia       | 3–2       | 3–2     | FIFA World Cup 2022           |
| 7 | 16 tháng 6 năm 2023  | Sân vận động quốc gia, Andorra la Vella, Andorra | Andorra      | 1–0       | 2–1     | Vòng loại UEFA Euro 2024      |
| 8 | 9 tháng 9 năm 2023   | Sân vận động Fadil Vokrri, Pristina, Kosovo      | Kosovo       | 1–0       | 2–2     | Vòng loại UEFA Euro 2024      |
| 9 | 29 tháng 6 năm 2024  | Olympiastadion, Berlin, Đức                      | Ý            | 1–0       | 2–0     | UEFA Euro 2024                |